# Бед
Бед (фр. Beddes) — коммуна во Франции, находится в регионе Центр. Департамент — Шер. Входит в состав кантона Шатомейан. Округ коммуны — Сент-Аман-Монтрон.
Код INSEE коммуны — 18024.

## География
Коммуна расположена приблизительно в 250 км к югу от Парижа, в 150 км южнее Орлеана, в 55 км к югу от Буржа.
По территории коммуны протекает небольшая река Шарас, приток реки Синез.

## Население
Население коммуны на 2008 год составляло 96 человек.
| 1962 | 1968 | 1975 | 1982 | 1990 | 1999 | 2008 |
| ---- | ---- | ---- | ---- | ---- | ---- | ---- |
| 144  | 152  | 136  | 125  | 111  | 94   | 96   |

## Экономика
Основу экономики составляет сельское хозяйство.
В 2007 году среди 66 человек в трудоспособном возрасте (15-64 лет) 49 были экономически активными, 17 — неактивными (показатель активности — 74,2 %, в 1999 году было 65,5 %). Из 49 активных работали 42 человека (28 мужчин и 14 женщин), безработных было 7 (1 мужчина и 6 женщин). Среди 17 неактивных 1 человек был учеником или студентом, 14 — пенсионерами, 2 были неактивными по другим причинам.